# New Cross (stacja kolejowa)
New Cross – stacja kolejowa i metra w Londynie, w dzielnicy Lewisham. W systemie londyńskiej komunikacji miejskiej, należy do drugiej strefy biletowej. Otwarta została w październiku 1850 roku. Średnio korzysta z niej rocznie ponad 2 mln pasażerów.